# 斐迪南 (黑森-洪堡)
斐迪南·海因里希·腓特烈（德語：Ferdinand Heinrich Friedrich，1783年4月26日—1866年3月24日），末代黑森-洪堡伯爵。

## 生平
斐迪南是黑森-洪堡伯爵腓特烈五世的第五子。拿破崙戰爭期間斐迪南在奧地利帝國軍中服役，萊比錫戰役後獲奧皇法蘭茲二世授與瑪麗亞·特蕾莎勛章，奧地利帝國的最高軍事榮譽。
1848年，斐迪南繼承哥哥古斯塔夫成為黑森-洪堡伯爵。1852年，斐迪南廢除了古斯塔夫頒布的憲法，恢復原本的專制統治。1866年斐迪南去世後，領地被短暫地併入黑森大公國，同年被併入普魯士的黑森-拿騷省。